# Jerzy Buzek
Jerzy Karol Buzek (Smilowitz, 3 de julho de 1940) é um engenheiro e político polaco.
Foi o primeiro-ministro da Polônia entre 1997 e 2001. Eleito em 2004 para o Parlamento Europeu com um recorde de votos no seu país, foi novamente eleito em 2009.
Em Julho de 2009 foi eleito presidente do Parlamento Europeu, sucedendo a Hans-Gert Pöttering.